# Tomasz Kamiński (gitarzysta)
Tomasz "Snake" Kamiński (ur. 31 marca 1972 w Gdańsku) – polski muzyk, kompozytor i gitarzysta. Członek Akademii Fonograficznej ZPAV.

## Życiorys
Tomasz Kamiński znany jest przede wszystkim z wieloletnich występów w pop-rockowym zespole Golden Life. Wraz z zespołem nagrał cztery płyty: Gold (2000), www.GoldenLife.pl (2003), Gwiazdy XX wieku (2004) oraz Hello, Hello (2008). W 2011 roku objął funkcję gitarzysty w zespole popowej wokalistki Doroty "Dody" Rabczewskiej.